# Lampkowo
Lampkowo (dodatkowa nazwa w j. kaszub. Lãpkòwò) – część wsi Trzebuń w Polsce, położona w województwie pomorskim, w powiecie kościerskim, w gminie Dziemiany. Wchodzi w skład sołectwa Trzebuń.
W latach 1975–1998 Lampkowo położone było w województwie gdańskim.